# コンスタンティノープル条約 (1832年)
コンスタンティノープル条約(1832年)は、1832年2月に始まったコンスタンティノープル会議でイギリス、フランス、ロシアの列強とオスマン帝国との間で署名され、ギリシャの独立が正式に承認された条約である。

## 成立の過程

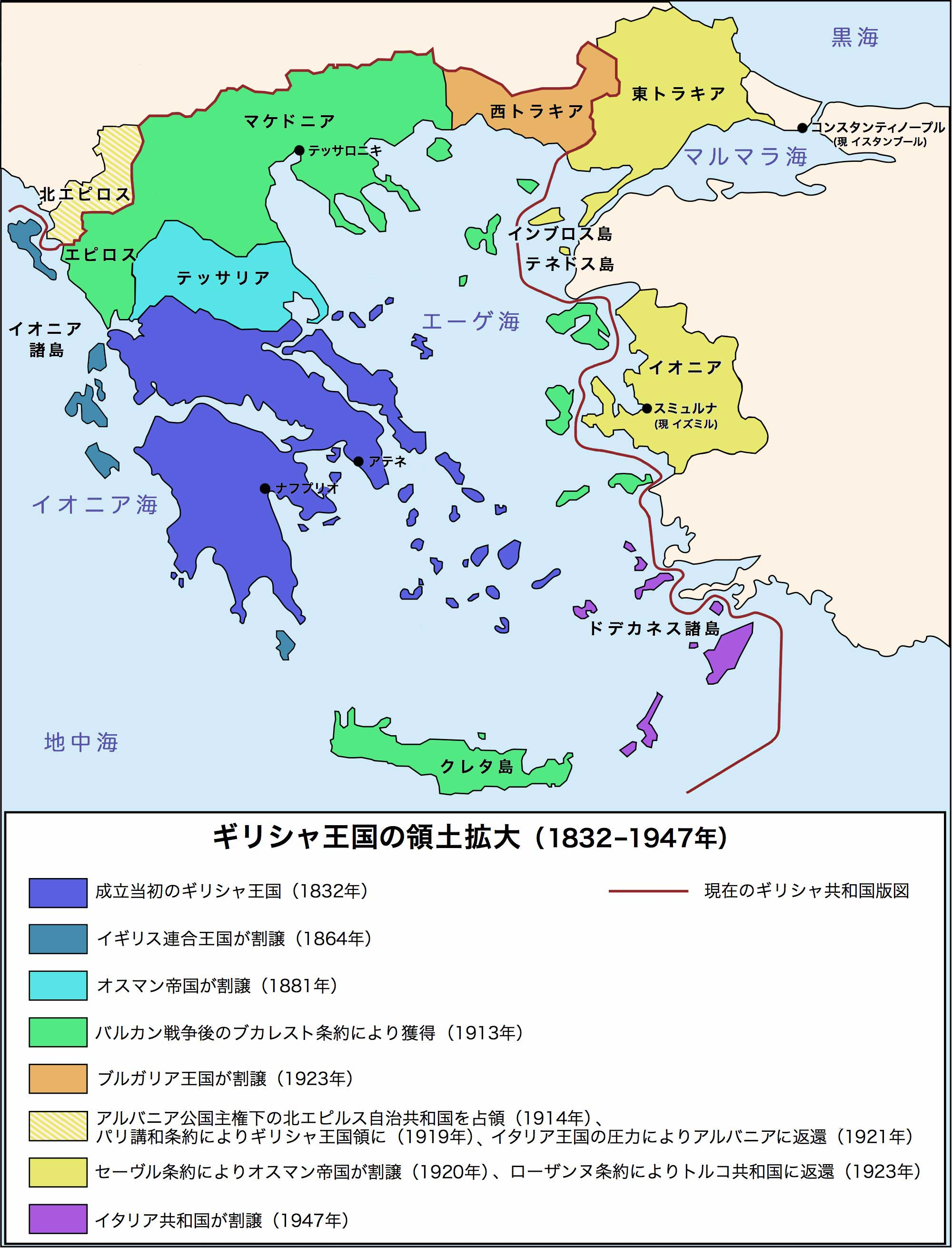
ギリシャ領土の変遷:
1832年、独立時のギリシャ領
1864年、イギリスより割譲された地域
1881年、オスマン帝国より割譲された地域
1913年、バルカン戦争後に得た地域
1923年、ブルガリアより割譲された地域
1920年、セーブル条約により割譲されることになっていたが、1923年、ローザンヌ条約で失った地域
1947年、イタリアより割譲された地域

1827年10月20日、ギリシャ独立戦争の最中に発生したナヴァリノの海戦はギリシャの独立を決定付けた。そして1828年当初、ギリシャ初代大統領としてイオアニス・カポディストリアスが仮首都ナフプリオに到着した。カポディストリアスはギリシャ独立のために可能な限り広い領土の確保、列強からの資金確保を行い、ギリシャを可能な限り良い条件で独立させるよう、元ロシア外交官としての国際的経験と才能を用いて東奔西走した。
しかし、ナヴァリノの海戦以降、オスマン帝国スルタンの要請でエジプトからペロポネソス半島へ遠征していたムハンマド・アリーの息子イブラーヒーム・パシャが駆逐されると列強各国はギリシャへの関心を失い、1828年ポロス島で開かれた会議ではそれまで認められていたギリシャ国境線があまりにもギリシャに都合が良い条件であるとして却下された。
さらにギリシャ領についてはペロポネソス半島は確実であったが、イギリスの外務大臣パーマストン子爵を含めたギリシャ独立支持者らが強く求めていたアテネを含む地域、アッティカでさえも除外される可能性もあった。このため、カポディストリアスは論議の余地のあるコリントス湾の北方を得るためにアッティカ、ボイオティアを通過してその北方、アカルナニアなどをそれぞれ占領、さらにクレタ島へはマブロコルダトスを派遣して占領を試み、キオス島にはギリシャ独立主義者であるフランス人、ファブヴィエに占領させた。
結局、ギリシャ軍はアルタ湾までの地域やアッティキなどの占領に成功、クレタ島、キオス島の占領には失敗したが、カポディストリアスはギリシャが生き残るにはペロポネソス半島のみでは無理であることを訴え、オスマン帝国の圧力に抵抗することは不可能であると主張した。しかし、1829年３月に開催されたロンドン会議ではクレタ島、サモス島を除いたアルタ - ボロスを結ぶ線を国境とし、ギリシャ軍が進出していたアカルナニアから撤退することを求め、一年後、アカルナニアをギリシャに含めないことが記載された外交覚書が交わされた。
しかし、条約の成立は、ロシア、オスマン帝国間で露土戦争が勃発したことで大きく立ち遅れた。1829年、露土戦争の講和条約としてアドリアノープル条約が結ばれるとオスマン帝国は1827年7月のロンドン条約で規定されたギリシャに関する問題を全て受け入れたが、ギリシャが完全独立を目指すことで列強国はギリシャを出来うる限り小規模に止めようとしていた。そのため1829年3月、ロンドンで結ばれた外交覚書でギリシャはオスマン帝国宗主下で列強三国の保護下で王国として独立することが提案された。
さらに条約の成立を遅らせた出来事があった。当初ギリシャ国王への就任を要請されていたレオポルド(後のベルギー王レオポルド1世)がギリシャとオスマン帝国との国境線が列強にとって都合の良いように変更されたことに強い不満を持ち、また、ギリシャ初代大統領カポディストリアスによる悲観的なギリシャの将来像について説明を受けたことで一旦、受諾していた国王への就任を1830年5月、辞退した。
1830年5月、レオポルド1世が国王候補から辞退し、またフランス7月革命の混乱などから、国境問題は最終的にギリシャの新政府がイギリスで作られるまで決着しなかった。パーマストンはアルタを西端、ヴォロスを東端とする国境線（アルタ・ヴォロス線）を承認した。
しかし、バイエルン王国の全権大使がイギリス、フランス、ロシア大使と交わしたクレタ島に関する秘密協定は実を結ばず、クレタ島は1830年のロンドン議定書において1840年までオスマン帝国下でなかば独立状態であったムハンマド・アリー朝エジプトの支配下となった。また、サモス島もキリスト教徒が総督に任命されたものの自治領とされ、キオス島も同様の扱いとされ、ギリシャ人が多数を占めていたイピロス、テッサリアは除外された。
1832年5月7日にバイエルン王国とイギリス、フランス、ロシアの列強三国の間でロンドン協定が結ばれ、ギリシャ王国はアルタ-ヴォロス間を北の国境とする独立王国とすることが合意され、レオポルドに提案されたものよりかは多少なりとも拡大されていた。しかし、ギリシャ王に選出されたオットーは当時まだ18歳になってまもなかったため彼が成人になるまでは摂政が政治を管理することになっており、また、2,400,000ポンドの追加借款が締結されたことで、ギリシャは独立国とは名ばかりの政治的、経済的に束縛された実質的な保護国に過ぎなかった。また、オスマン帝国は40,000,000ピアストルの補償金を得ることを条件にギリシャの独立に同意した。
ギリシャ王国とオスマン帝国との間の国境線については1832年8月30日に列強間で署名されたロンドン議定書においても繰り返し言及され、最終的にはコンスタンティノープル条約で批准された。この条約によって独立国家としての現代ギリシャが成立し、ギリシャ独立戦争が終結した。

## 条約の内容
コンスタンティノープル条約の内容は、ギリシャ王国-オスマン帝国間の国境の画定とそれに伴う国境委員会の選定、オスマン帝国への補償金の支払いとその支払いに関する取り決めが主である。他に、オスマン帝国領がギリシャとして分離されることに伴う、ギリシャ領内のトルコ人の引き揚げやギリシャ領内のトルコ人の私有地の放棄と売却の許可、オスマン帝国との貿易を保護するのための代理商の指定に関する規定が設けられた。また、国境線によって北半分がオスマン帝国領、南半分がギリシャ領となったアトラ湾におけるギリシャ船舶の通行権が認可された。